# Fiães (Santa Maria da Feira)
Fiães é uma cidade portuguesa sede da Freguesia de Fiães do Município de Santa Maria da Feira, localizada na sub-região da Área Metropolitana do Porto, pertencendo à região do Norte e ao Distrito de Aveiro. A Freguesia de Fiães tem uma área de 6,58 km2, 7.097 habitantes em 2021, tendo, por isso, uma densidade populacional de 1.058 habitantes por km2.
A freguesia é limitada a norte pela Freguesia de Sanguedo, a leste por Lobão, a sudeste com Caldas de São Jorge e Pigeiros, a sudoeste com São João de Ver, a oeste com Lourosa e a noroeste com Argoncilhe, todas do mesmo município.
A povoação de Fiães foi primeiro elevada à categoria de vila em 1985 e em 2001 elevada à categoria de cidade.

## Demografia
A população registada nos censos foi:
| Ano  | 0-14 Anos | 15-24 Anos | 25-64 Anos | > 65 Anos |
| 2001 | 1531      | 1334       | 4903       | 986       |
| 2011 | 1146      | 929        | 4569       | 1347      |
| 2021 | 803       | 716        | 3805       | 1772      |

## História
De acordo com a Enciclopédia Luso-Brasileira, esta Freguesia desfruta de várias isenções de honra, sendo o seu donatário o Mosteiro de Pedroso, que apresentava e nomeava o pároco.
O padroado de Fiães passou a congregação de São João Evangelista em 1590, por bula do Papa Clemente VII.
Das várias opiniões acerca da origem do seu topónimo, sabe-se que tem ascendência anterior à própria nacionalidade, indicando-se como mais verosímil, a versão de Leite de Vasconcelos, em que faz derivar a palavra Fiães de "Ulfilanis". Segundo esta versão teria outrora havido, onde hoje é o lugar de Fiães, uma quinta ou vila rústica pertencente a um senhor chamado Úlfilas, célebre bispo germânico que, no século IV, evangelizava os godos, invasores do Império Romano, de que fazia parte a Península Ibérica. Daí a expressão "Ulfanis Vila" (vila de Ulfila), que sofreu em simultâneo uma evolução fonética e morfológica, pois passou a abranger todo o povoado, que em torno da referida quinta se desenvolveu.
No monte de Santa Maria, também conhecido por monte do Redondo, foram identificados vários vestígios arqueológicos. Presume-se ter existido naquele local um povoado lusitano-romano denominado Lancobriga (por vezes Langobriga). Lancobriga é apontada como a possível capital dos Turduli Veteres. Por volta do século II a.C., os romanos ocuparam o referido monte, que já conheceria um certo desenvolvimento por volta do século IV. O "itinerário de Antonino" refere que, na estrada romana que ligava Olissipo (Lisboa) a Bracara Augusta (Braga) encontrava-se Lancobriga, a norte de Talabriga, localizada no Baixo Vouga, e a 13 milhas para sul de Cale (Porto/Gaia).

Ainda hoje se podem vislumbrar no lugar de Ferradal restos de pavimento que poderão ser dessa via.
As "Memórias Paroquiais de 1758" conforme informado pelo reitor Paulo Antunes Alonso, referem o vasto espólio aqui encontrado e que actualmente se encontra depositado, na sua maioria no setor de Arqueologia do Museu de Antropologia do Porto.
Nesta Freguesia, acerca da construção da Capela de Nossa Senhora da Conceição, conta-se uma interessante lenda:
Havendo uma discórdia entre Macieira e Além, relativamente à construção desta ermida, os fiéis colocaram sobre o dorso de uma jumenta a imagem de Nossa Senhora da Conceição, fazendo-a transportar desde o adro da antiga igreja (Passais) até à ladeira do monte de Santa Maria, local onde o animal parou, voltado para o mar.
Atribui-se a esta razão a primitiva capela ter sido aí erguida, com a porta principal voltada para o mar. Ainda hoje é tradição, na tarde de 8 de Dezembro, levar ao adro da capela uma jumenta, conduzindo castanhas e carumas para o tradicional e animado magusto.
Como personalidade desta terra, destaca-se entre tantas outras dignas de referência, o Exmo. Revmo. Sr. Dr. Moisés Alves de Pinho, venerado Bispo de Angola e Congo, reconhecido pelo Ministro das Colónias, na década de 1930, como a personificação mais perfeita do espírito missionário, a realização mais completa do ideal apostólico, comum a todos os evangelizadores de Angola.

## Arte
Danonaselo é uma escultura criada por San Damon no início da criação do Oniroscopismo em 2004 e até mesmo antes. Vem da série S.O.G (Geometric Oniroscopist Sculpture). Danonaselo é um nome próprio muito específico dado por San Damon a esta escultura. Toda a dificuldade vem do fato de que Damon teve que ir do desenho 2D para a escultura 3D e que com as peculiaridades e ângulos que emergem do personagem estranho. De fato, a iluminação noturna ao redor do Danonaselo e a luz do dia que a ilumina, e especialmente a presença do sol que gira ao redor dele, nos dá a visão de um personagem totalmente diferente. As sombras caem no chão e os ângulos são projetados nas fachadas. O Danonaselo é colocado para a vida em uma praça pública em Portugal, em Fiães na entidade de Santa Maria da Feira e faz parte do património Português. O trabalho mede três metros de altura e parece, como desejado por San Damon para o oceano que atravessa as terras de Mozelos, Lourosa, São Paio de Oleiros, etc ... A rotunda em que é colocado o Danonaselo é decorado com algumas flores em adequação com o trabalho. Uma placa no pedestal explica o significado do trabalho e um poema escrito pelo fechamento de San Damon.

## Património
- Castro de Fiães
- Igreja de Santa Maria Maior (matriz)
- Ribeiras
- Cruzeiro
- Capelas de Nossa Senhora de Lurdes e das Almas, de Nossa Senhora da Conceição, do Senhor dos Aflitos e de Santa Maria
- Cruzeiro e sepulturas (no lugar de Passais)
- Cruzes dos Passos
- Monte das Pedreiras
- Escola EB 2/3 e secundária

## Desporto
- Futebol

O Fiães Sport Clube é um clube da freguesia de Fiães fundado em 1932 o seu actual presidente é Lino Moreira.
- Paintball

O Sparta Paintball Clube é um clube com sede em Fiães, fundado no dia 2 de Janeiro de 2008. Tem por objecto exclusivo, a prática, promoção e organização de eventos de paintball, sem fins lucrativos. Promove o desporto de paintball na região e constitui-se como um Núcleo fundador da Paintugal - Associação Portuguesa de Paintball Recreativo.
- Voleibol

O Clube Desportivo de Fiães. é um clube com diferentes modalidades, das quais a que mais se destaca é o voleibol. Esta secção de voleibol foi durante vários anos a única no concelho.
- Futsal

A Associação Desportiva de Fiães é um clube de futsal fundado em 2003  e atualmente joga na 1ª divisão distrital.